# Siagonodon
Siagonodon – rodzaj węży z podrodziny Epictinae w rodzinie węży nitkowatych (Leptotyphlopidae).

## Zasięg występowania
Rodzaj obejmuje gatunki występujące w Ameryce Południowej (Wenezuela, Gujana, Surinam, Gujana Francuska, Brazylia, Boliwia i Argentyna). 

## Systematyka

### Etymologia
- Typhlina: gr. τυφλινης tuphlinēs „ślepy wąż”[7]. Gatunek typowy: Anguis septemstriatus Schneider, 1801.
- Catodon: gr. κατω katō „na dół, w dół”; οδους odous, οδοντος odontos „ząb”[4].
- Siagonodon: gr. σιαγων siagōn, σιαγονος siagonos „kość szczękowa”[8]; οδους odous, οδοντος odontos „ząb”[9]. Nazwa zastępcza dla Catodon A.M.C. Duméril & Bibron, 1844 (nazwa zajęta przez Catodon Linnaeus, 1761 (Cetacea)).

### Podział systematyczny
Do rodzaju należą następujące gatunki:
- Siagonodon borrichianus (Degerbøl, 1923)
- Siagonodon cupinensis (Bailey & Carvalho, 1946)
- Siagonodon exiguum Martins, Folly, Nunes Ferreira, Garcia da Silva, Koch, Fouquet, Machado, Lopes, Pinto, Rodrigues & Passos, 2023
- Siagonodon septemstriatus (Schneider, 1801)